# Massacre de prisonniers par le NKVD

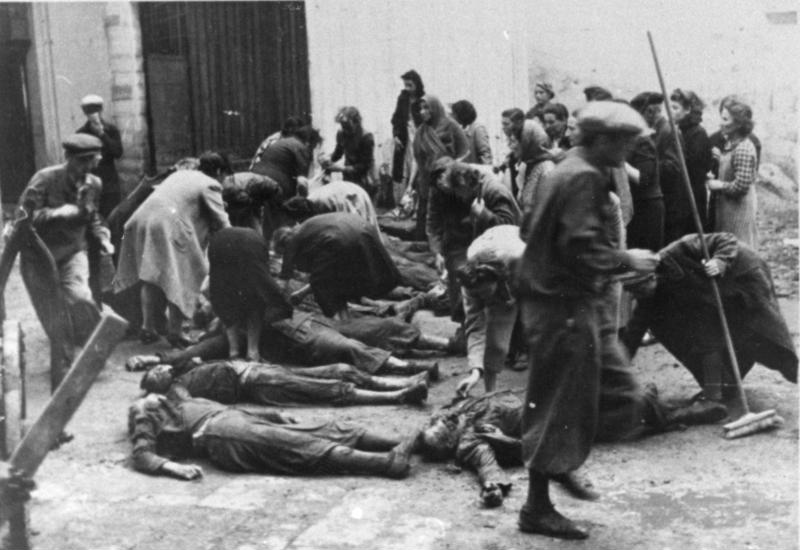
Des prisonniers d'origine allemande, assassinés à l’approche des troupes allemandes dans une prison du GPU à Ternopil, sont identifiés par leurs proches le 10 juillet 1941.

Les massacres de prisonniers par le NKVD sont une série d'exécutions de masse commises par le NKVD soviétique contre des prisonniers politiques en Europe de l'Est, principalement en Pologne, en Ukraine, dans les pays baltes, en Bessarabie. À la suite de l'invasion allemande de l'Union soviétique du 22 juin 1941, les troupes du NKVD étaient supposées évacuer les prisonniers politiques vers l'intérieur du pays. Cependant, en raison de la retraite précipitée de l'Armée rouge, du manque de moyens de transport et d'autres ressources, et d'une générale indifférence à l'égard des procédures légales, les prisonniers ont souvent été simplement exécutés.  
Les estimations du nombre de morts varient d'un site à l'autre: près de 9 000 dans la RSS d'Ukraine, entre 20 et 30 000 en Pologne orientale (maintenant situé en Ukraine occidentale), pour un total de près de 100 000 exécutions extra-judiciaires en l'espace de quelques semaines
.    

## Arrière-plan
L'opération Barbarossa surprit le NKVD dont les prisons situées dans les territoires annexés à la suite du pacte germano-soviétique de 1939 étaient remplies de prisonniers politiques. En Pologne orientale occupée, le NKVD a reçu pour instruction d'évacuer ou de liquider plus de 140 000 prisonniers (ordre d'évacuation du NKVD No. 00803). En Ukraine et en Biélorussie occidentale, 60 000 personnes ont été forcées d'évacuer à pied. Selon les dénombrements officiels soviétiques, plus de 9 800 exécutions ont été menées dans les prisons, 1 443 au cours du processus d'évaluation, 59 lors de tentatives d'évasion, 23 ont été tués par les bombes allemandes et 1 057 décès sont survenus pour d'autres raisons . 
"Ce n'est pas seulement le nombre de personnes exécutées", a écrit l'historien Yury Boshyk, cité par Orest Subtelny, à propos des meurtres, "mais aussi la manière dont ils sont morts qui a choqué la population. Lorsque les familles des personnes arrêtées se sont précipitées dans les prisons après l'évacuation soviétique, ils furent stupéfaits de trouver des corps si gravement mutilés que nombre d'entre eux ne purent être identifiés. Il était évident que de nombreux prisonniers avaient également été torturés avant de mourir ; d'autres ont été tués en masse". 
Les deux tiers environ des 150 000 prisonniers ont été assassinés ; les autres ont été pour l'essentiel transportés vers l'intérieur de l'Union soviétique, mais certains ont été abandonnés dans les prisons si le temps manquait pour les exécuter. D'autres ont pu s'échapper.